# 王元膺
王元膺（892年—913年8月13日），字昌美，初名王宗懿，中國五代十国時代人物，前蜀高祖王建的次子，张贵妃所生（《蜀梼杌》作白姬所生）。初为秘书少监。因兄长王宗仁残废，他被王建视为继承人。天复七年（907年），被封为遂王，武成元年（908年），十七岁的王宗懿被立为太子，后来改名王元坦、王元膺，王建让杜光庭做他的老师。王元膺相貌丑陋，能射箭中钱眼，骄横跋扈，欺侮旧臣。有一次他射箭中钱眼，翰林学士毛文锡作赋称美，他说：“穷措大畏此神箭否？”
永平三年（913年），王元膺和王建宠臣内枢密使唐道袭生隙，王建改任唐道袭为太子少保。七月初七乞巧节前一天，王元膺召诸王和大臣宴饮，但王建养子集王王宗翰、唐道袭的继任内枢密使潘峭、翰林学士承旨毛文锡却没来。王元膺怒，称潘峭、毛文锡离间兄弟。王元膺亲信的大昌军使徐瑶、常谦屡屡目视唐道袭，唐道袭害怕，起身离席。七夕节一早，王元膺入见父皇，称潘峭、毛文锡离间兄弟。王建相信了，下令贬二人。王元膺出宫后，唐道袭入内对王建说太子想劫持诸王大臣谋反，只因三人未到才作罢。王建生疑，取消七夕出游，并应唐道袭所请，召屯营兵护卫入宿卫，而没有召形式上由王元膺统领的六军。王元膺听闻屯营兵调动，遣伶官安悉香、军使喻全殊调动自己的天武军甲士，捕潘峭、毛文锡，用楇几乎将他们打死，囚禁于东宫，又捕成都尹潘峤，囚之于得贤门。第二天七月初八，王元膺属下兵变，杀死唐道袭。王建派兵镇压，王元膺逃到民间，藏匿起来，第二天（七月初九，8月13日），出来要饭，被人认出，被卫士杀害，王建把他废为庶人。 